# 예군
예군(禰軍, 613년~678년 2월 19일)은 나당 연합군과 항전 중이었던 백제 마지막 왕 의자왕(義慈王)을 웅진성에서 데리고 나와 나당 연합군에 투항시킨 예식진(禰寔進, 혹은 예식(禰植)의 형이다. 자는 온(溫), 백제 웅진(熊津) 우이(嵎夷) 출신이다. 백제를 멸망시킨 공로를 인정받아 예군은 동생 예식진은 함께 당나라에서 관직을 받았고, 예씨(禰氏) 집안은 당나라 귀족으로 자리잡았다.
당 고종(高宗) 의봉(儀鳳)3년(678) 음2월 1일, 옹주(雍州) 장안현(長安縣) 연수리(延壽里) 저택에서 향년 66세에 병사하였는데 그의 생애는 2011년 예군 묘지명(墓誌銘)이 발굴되면서 밝혀지게 되었다.

## 묘지명 발굴과 논란
2011년 예군의 묘지명이 섬서(陝西) 서안(西安)에서 출토되었다. 이 묘지명과 함께 앞서 2007년경 소개된 예식진의 묘지명과 비교를 통하여, 백제 예씨(禰氏) 집안의 선계 등을 규명하였다.
특히 묘지명의 내용 중에서 가장 논란이 되는 부분은 ‘일본(日本)’이라는 단어이다. 이 단어는 ‘이때 일본(日本)의 잔여 세력은 부상(扶桑)에 거하여 죽음을 피하여 달아났고, 풍곡(風谷)의 유민은 반도(盤桃)를 의지하여 굳게 저항하였다(于時日本餘噍，據扶桑而逋誅，風谷遺甿，負盤桃而阻固).’라는 부분에서 나온다. 이 대목은 나당연합군이 백제와 고구려를 멸망한 이후에도 백제와 고구려 유민들이 저항하였다는 것을 기록한 것이다. 논란이 되는 것은 이 대목의 ‘일본’이 말그대로 일본 열도의 일본을 지칭하는 것인가이다.
일본(日本)이 일본 열도의 일본을 가리키는 것이 아니라는 주장에 대한 근거로는 다음과 같다. 이 구절에 나오는 부상(扶桑), 풍곡(風谷), 반도(盤桃)는 각각 일본, 고구려, 신라의 미칭(美稱) 혹은 별칭이다. 때문에 여기에 나온 일본 역시 직접적인 국명이 아니라, 어떤 국가의 지리적인 상황을 반영한 미칭 혹은 별칭일 가능성이 크다.
그렇다면 그 ‘어떤 국가’는 ‘왜’이며 ‘일본’은 우리가 흔히 알고 있듯이 ‘왜(倭)’의 미칭 혹은 별칭으로 보면 되는 것 아닌가라는 반론이 제기될 수 있다. 그러나 이 경우 당시 중국에서 사용된 ‘왜’에 대한 미칭 혹은 별칭인 ‘부상(扶桑)’이 이미 나와있어서 문제가 된다.
이 경우, 해석이 ‘일본 잔여 세력이 일본(혹은 왜)에 거하여서 죽음을 피하여 달아났다’라는 표현이 된다. 오늘날 우리가 알고 있는 일본이라는 나라를 ‘일본’과 ‘부상’이라는 두 가지 다른 표현을 굳이 사용하는 것도 이상할 뿐더러, ‘죽음(誅)’을 피해 일본에서 일본으로 달아났다는 것 또한 어색하기 때문이다. 이 ‘죽음’을 뜻하는 ‘誅‘자도 보통의 죽음을 의미하는 것이 아니다.
‘誅’라는 한자는 동아시아권에서 흔히 ‘죄 지은 사람, 특히 황제의 명을 거스른 사람에 대하여 처결한다’라는 뜻을 가진다. 황제가 반역자나 죄인을 처형하는 것이기에, 정당성은 황제에게 있는 것이다. 그러므로 ‘죽음을 피하여 달아났다(逋誅)’는 것은 ‘당나라 황제의 토벌을 피하여 달아났다’는 의미가 된다. 또한 일본조정에서 ‘일본’이라는 국명이 공식적으로 채택된 것은 예군이 사망한 678년보다 23년 후인 701년었다.
따라서 역사적 사실에 근거하였을 때, 당군의 공격을 피하여 ‘부상’으로 도망가서 목숨을 부지한 ‘일본’의 잔여 세력은 바로 백제 유민들을 가리키는 것이며, 따라서 ‘일본’은 ‘백제’의 별칭이라는 결론에 이르게 된다.

## 묘지명 내용
大唐故右威衛將軍上柱國禰公墓志銘幷序
公諱軍，字温，熊津嵎夷人也。其先与華同祖，永嘉末，避亂適東，因遂家焉。若夫巍巍鯨山，跨淸丘以東峙；淼淼熊水，臨丹渚以南流。浸烟雲以檎英，降之於蕩沃；照日月而榳惁，秀之于蔽虧，靈文逸文，高前芳於七子；汗馬雄武，擅後異於三韓；華構增輝，英材繼響，綿圖不絕，奕代有聲。
曾祖福，祖譽，父善，皆是本藩一品，官号佐平。幷緝地義以光身，佩天爵而懃國。忠侔鐵石，操埒松筠。范物者，道德有成；則士者，文武不堅。公狼輝襲祉，䴏頷生姿。涯濬澄陂，裕光愛日，干牛斗之逸气，芒照星中；博羊角之英風，影征雲外。去顯慶五年，官軍平本藩日，見機識變，杖劍知歸。似由余之出戎，如金磾之入漢。聖上嘉歎，擢以榮班，授右武衛滻川府折衝都尉。于時日本餘噍，据扶桑以逋誅；風谷遺甿，負盤桃而阻固。萬騎亘野，与盖馬以驚塵；千艘橫波，援原虵而縱濔。以公格謨海左，龜鏡瀛東，特在簡帝，往尸招慰。公侚臣節而投命，歌皇華以載馳。飛泛海之蒼鷹，翥凌山之赤雀。决河眥而天吳靜，鑒風隧而雲路通。驚鳧失侶，濟不終夕，遂能說暢天威，喻以禍福千秋。
僭帝一旦稱臣，仍領大首望數十人將入朝謁，特蒙恩詔授左戎衛郎將。少選遷右領軍衛中郎將兼檢校熊津都督府司馬。材光千里之足，仁副百城之心。舉燭靈臺，器標於芃棫；懸月神府，芳掩於桂符。衣錦晝行，富貴無革。歡蒲夜寢，字育有方。去咸亨三年十一月廿一日詔授右威衛將軍。
局影彤闕，飾恭紫陛。亟蒙榮晋，驟歷便繁。方謂克壯淸猷，永綏多祐。豈啚曦馳易往，霜凋馬陵之樹；川閱難留，風驚龍驤之水。
以儀鳳三年歲在戊寅二月朔戊子十九日景午遘疾，薨於雍州長安縣之延壽里第。春秋六十有六。
皇情念功惟舊，傷悼者久之，贈絹布三百段，粟三百升，葬事所須，幷令官給，仍使弘文館學士兼檢校本衛長史王行本監護。惟公雅識淹通，溫儀韶峻，明珠不纇，白珪無玷。十步之芳蘭，室欽其臭味； 四鄰之彩桂，嶺尙其英華。奄墜扶搖之翼，遽輟連舂之景。粤以其年十月甲申朔二日乙酉葬於雍州乾封縣之高陽里，禮也。
駟馬悲鳴，九原長往，月輪夕駕，星精夜上。日落山兮草色寒，風度原兮松聲響。陟文榭兮可通，隨武山兮安仰。愴淸風之歇滅，樹芳名於壽像。其詞曰：
胄胤靑丘，芳基華麗。脈遠遐邈，會逢時濟。茂族淳秀，奕葉相繼。獻款夙彰，隆恩無替。其一。
惟公苗裔，桂馥蘭芬。緒榮七貴，乃子傳孫。流芳後代，播美來昆。英聲雖歇，令範猶存。其二。
牖箭驚秋，隟駒遄暮。名將日遠，德隨年故。慘松吟於夜風，悲薤哥於朝露。靈轜兮遽轉，嘶驂兮跼顧。嗟陵谷之貿遷，覬音徽之靡蠹。其三。

## 가족
- 증조부 = 예복(禰福)
  - 조부 = 예예다(禰譽多, 혹은 예예禰譽), 백제 좌평(佐平)
    - 부 = 예사선(禰思善, 혹은 예선禰善), 백제 좌평(佐平)
      - 동생 = 예식진(禰寔進, 615-672), 당 좌위위(左威衛)
        - 조카 = 예소사(禰素士)
          - 조카손자 = 예인수(禰仁秀)